# Žandarmerijska divizija (Avstro-Ogrska)
Žandarmerijska divizija (izvirno nemško Gendarmerie-Truppen-Division; tudi Orožniška divizija) je bila pehotna divizija avstro-ogrske kopenske vojske oz. Žandarmerije, ki je bila aktivna med prvo svetovno vojno.

## Poveljstvo
Poveljniki 
- Anton Goldbach: junij - oktober 1915